# Moorlose Kirche
Die Moorlose Kirche ist die Pfarrkirche im früheren Dorf Mittelsbüren im Bremer Stadtteil Burglesum, Ortsteil Werderland.
Die Kirche steht seit 1973 unter Denkmalschutz.

## Geschichte

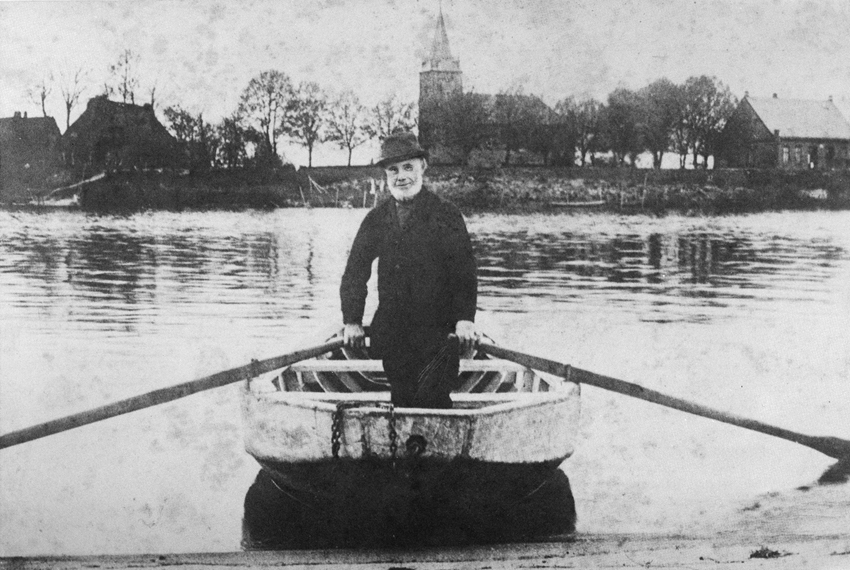
Hermann Imhoffs Weserfähre an der Moorlosen Kirche um 1890

Im 13. Jahrhundert gab es das Dorf Büren. Durch Veränderung im Verlauf der Weser im Mittelalter kam es zur Trennung der Ortsteile Hasenbüren und Lewenbüren, die heute links der Weser liegen, sowie Mittelsbüren und Niederbüren, nunmehr am rechten Weserufer im Goh Werderland. Als in den 1950er Jahren die Klöckner-Werke in Bremen das Klöckner Stahlwerk Bremen errichten wollten, wurde der größte Teil Mittelsbürens in das dafür benötigte Gelände einbezogen und die dort befindlichen Häuser abgerissen. Die direkt an der Weser am Rande des Ortes gelegene Kirche sowie einige Gebäude in ihrer Umgebung blieben erhalten.

### Name
Der Name der Kirche wurde gedeutet als die mutterlose Kirche, da die Kirchgemeinde (die Mutterkirche) in Altenesch ihren Sitz hatte und diese anfänglich abhängige Kirche durch die Wesertrennung mutterlos wurde. Nach einer anderen Deutung soll der Name der Kirche von einem Entwässerungsgraben des Werderlandes stammen; das Wort Moorlöse beschreibt derartige Gewässer.

### Altbau
Möglicherweise wurde die Kirche vom Kloster Corvey im 13. Jahrhundert gegründet. Im vermutlich 14. Jahrhundert ist für diese Kirche ein gotischer Neubau aus Backsteinen entstanden, mit einem kurzen Kirchenschiff, einem gedrungenen Turm und einem Choranbau von 1350.

### Neubau

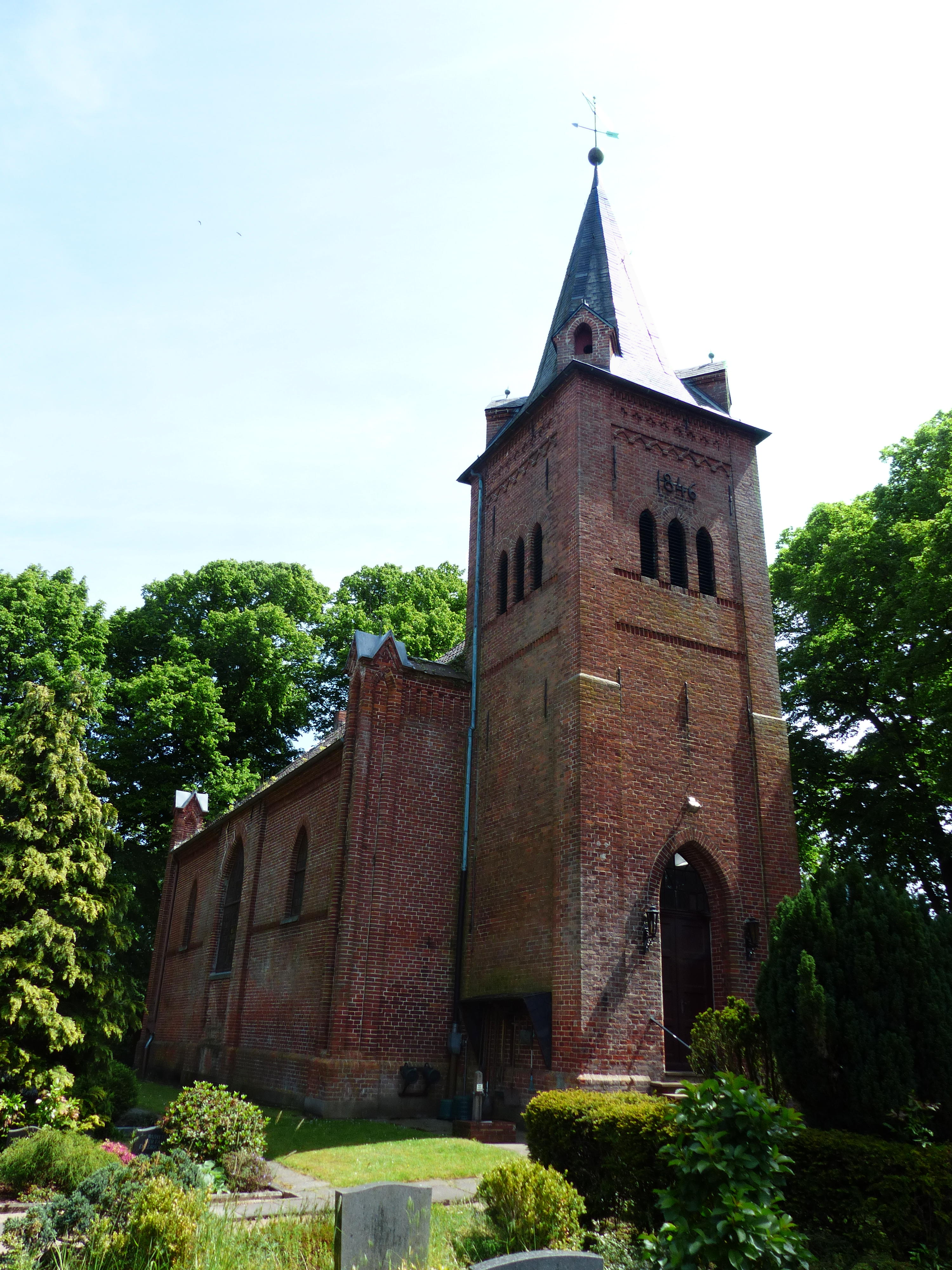
Ansicht von Nordwesten

1845 wurde die baufällige Kirche abgerissen und durch einen 1846/47 aufgeführten backsteinsichtigen Neubau im neugotischen Stil von Baumeister Theodor Eggers ersetzt. Die Form einer Saalkirche wurde beibehalten.

#### Architektur
Der Baukörper ist abgesehen von dem der westlichen Stirnwand vorgestellten quadratischen Glockenturm annähernd rechteckig, jedoch sind die Ecken durch vorstehende Pfeiler betont, eigentlich eher fensterlose Türmchen mit Kreuzdächern und vom Sockel bis knapp unter diese Dächer durchlaufenden sehr schlanken Spitzbogenblenden. Die Längswände sind durch flache Mittelrisaliten gegliedert, der südliche endet in einem gering geneigten Zwerchdach, der nördliche überragt die Traufe nicht. Der Mittelrisalit der Ostwand endet unterhalb der Traufe des Halbwalmdaches als gering geneigter Wimperg.
Die sechs Spitzbogenfenster des Kirchenraumes liegen in den Längswänden, jeweils ein großes im Mittelrisaliten, ein kleines westlich davon und eines östlich.
Der Innenraum hat eine schlichte Balkendecke und an der Westwand eine hölzerne Orgelempore. In der Mitte der Ostwand ragt mit winzigem Grundriss die Sakristei in den Raum.

#### Ausstattung

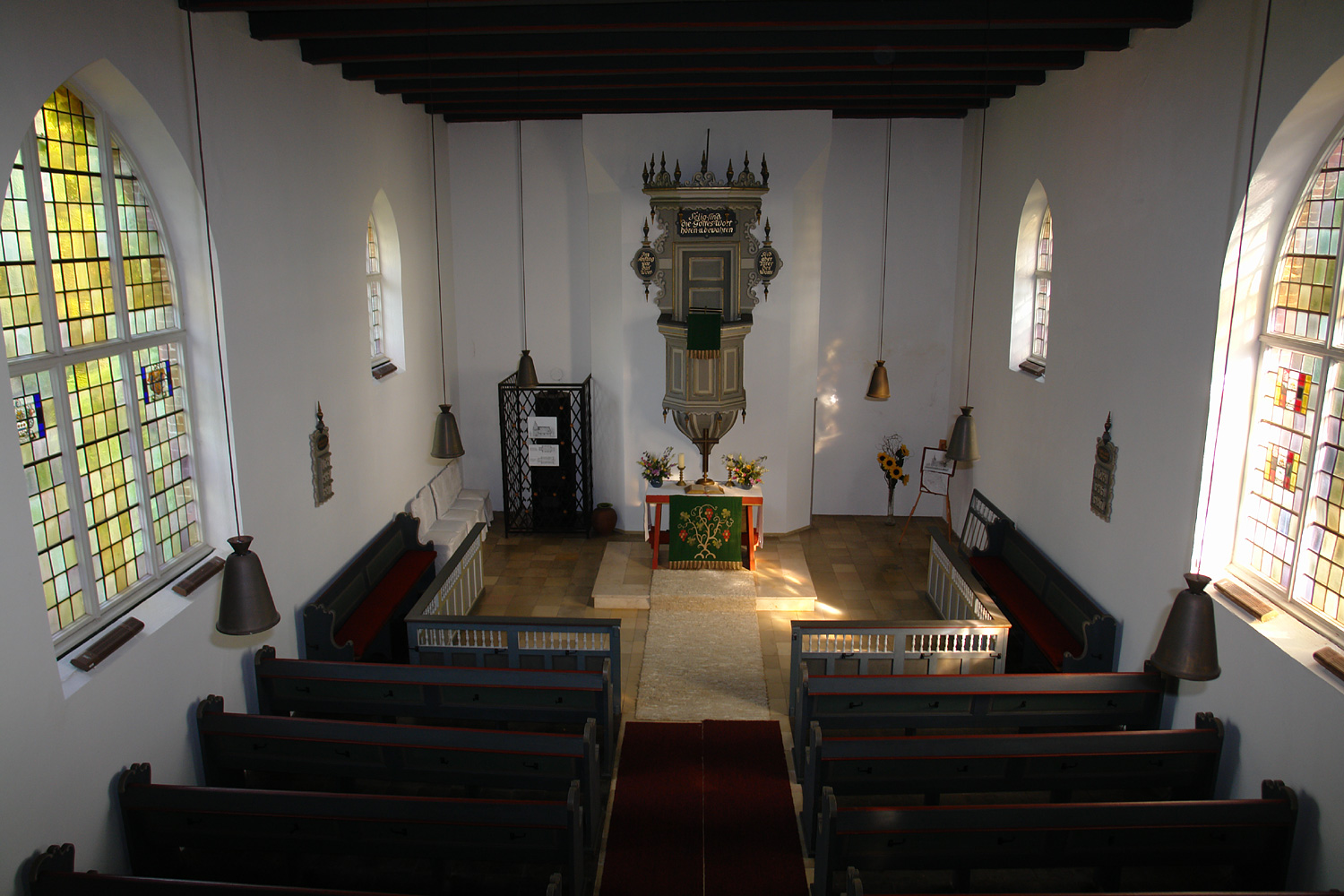
Blick von der Orgelempore auf Kanzel und Altartisch

Die Kanzel in barocken Formen hängt über dem sehr schlichten Altartisch. Die Anordnung entspricht einem Kanzelaltar, obwohl in dieser Kirche beide Einrichtungsstücke nicht miteinander verbunden sind. Zugänglich ist die Kanzel über eine Wendeltreppe der Sakristei. Der Orgelprospekt ist neugotisch. Die Brüstung der Orgelempore und das Gestühl zeigen zurückhaltendes, stilistisch neutrales Dekor. Vom Vorgängerbau sind sechs Wappenfensterscheiben mit dem Namen der Wappen der Kirchenvisitatoren des 18. Jahrhunderts erhalten. Die Glocke von 1643 wurde ebenfalls übernommen.

### Schule
Die Moorlose Kirche dürfte im 16. Jahrhundert eine angegliederte Schule gehabt haben, die 1786 durch einen neuen Fachwerkbau ersetzt wurde. Die Grundschule wurde 1969 aufgegeben.
Seit 1946 gehört das Gebiet zum Stadtteil Burglesum. Der Weg entlang der Lesum und der Weser von Bremen-Grohn oder Bremen-Burg zur Moorlosenkirche ist eine beliebte Ausflugsstrecke am Rande des Naturschutzgebietes Werderland.

### Friedhof
Der 1,3 ha große Friedhof Mittelsbüren in Burglesum, Ortsteil Werderland, Mittelsbürener Landstraße 36, am Nordufer der Weser in direkter Nachbarschaft zur Kirche gehört zur ev. Kirchengemeinde Mittelsbüren.